# Revue Babel
Pour les articles homonymes, voir Babel.
Créée en 1996 par James Dauphiné, la revue Babel est à l'origine une revue de littérature française et comparée. Elle reflète ensuite la collaboration transdisciplinaire réalisée au sein de l'UFR Lettres et sciences humaines de l'université de Toulon et du laboratoire Babel.La revue est organisée autour de deux collections : Littératures plurielles et Civilisation. 

## Littératures Plurielles
Babel-Littératures plurielles est une revue littéraire à comité de lecture émanant du laboratoire de recherche Babel (EA 2649, Université de Toulon). Elle publie deux numéros par an, en plusieurs langues. Prônant une étude des faits littéraires dans toute la variété de leurs manifestations concrètes, la revue inscrit ses recherches transversales dans le cadre des littératures francophone, anglophone, hispanophone et italophone. Ses numéros sont ordonnés autour d’un thème, d’une œuvre ou d’un genre littéraire.

## Civilisation
Adossée à l'axe de recherches du même nom au sein du laboratoire ainsi que leur inscription dans des projets collectifs, en faisant une large place à la jeune recherche. Dans une approche pluridisciplinaire et transdisciplinaire propre à la civilisation, les numéros de la collection se proposent de questionner des enjeux politiques, sociaux, culturels et identitaires, couvrant des aires linguistiques et culturelles variées, et ce dans une perspective d'ouverture et d'échange avec les sciences humaines et sociales.